# James Martin (författare)
James J. Martin, född 29 december 1960, är en amerikansk jesuitpräst, författare och journalist på den amerikanska katolska tidskriften America. Han har publicerat ett knappt dussin böcker som tämligen lättsamt behandlar olika religiösa ämnen, ofta till stor del utifrån egna erfarenheter. Ett par har av de amerikanska förlagen benämnts bästsäljare, däribland hans bok om ignatiansk andlighet. 
Innan Martin 1988 gick in i Jesuitorden arbetade han i sex år som ekonom på General Electric. Han blev prästvigd 1999. Mellan 2007 och 2014 medverkade Martin i ett halvdussin avsnitt av TV-programmet The Colbert Report och blev en gång av programledaren omnämnd som programmets egen kaplan.